# Sant Jordi i el drac (Raffaello Sanzio)
Sant Jordi i el drac (en italià Sant Giorgio i il drago) és una pintura de l'artista italià de l'alt renaixement Raffaello Sanzio, que data al voltant de 1504-1506. És un quadre de dimensions molt petites, amb unes mides de 28,5 cm d'alçada i 21,5 cm d'amplada. Es conserva en la National Gallery of Art de Washington DC, EUA).
Sant Miquel, Sant Jordi i el drac en el Museu del Louvre, i aquest altre Sant Jordi de la National Gallery of Art de Washington, estan units tant pel seu tema -un jove armat lluitant contra un drac— i per elements estilístics. Els tres quadres pertanyen al període florentí de Rafael i reflecteixen aquells estímuls que va rebre dels grans mestres que treballaven a Florència o les pintures dels quals podien veure's allí. La influència de Leonardo —que els seus guerrers lluitant en la Batalla de Anghiari (1505) en el Palau de la Senyoria van proporcionar un extraordinari exemple d'art marcial (la pintura es va deteriorar molt ràpidament a causa de les insuficiències de Leonardo da Vinci en la tècnica experimentada i, per tant, ja no és visible)— predomina en aquestes obres. Però les referències a la pintura flamenca — particularment la de Hieronymus Bosch (la llum enlluernadora i els monstres humanoides que poblen el Sant Miquel són característics del Bosco) — suggereixen l'entorn d'Urbino, on les influències nòrdiques eren encara bastant vívides.
Aquests petits panells indiquen un moment en el qual el pintor recull els fruits estilístics del que fins a aquell moment havia assimilat i, al mateix temps, planteja problemes pictòrics que es desenvoluparan en el futur.
El 1627 la pintura pertanyia a William Herbert, tercer comte de Pembroke (1580–1630). L'obra fou intercanviada per altres obres amb el rei Carles I d'Anglaterra, per ser venuda posteriorment a la mort del monarca. La pintura solia ser el plat fort de la col·lecció de Pierre Crozat que va ser adquirida a través de la mediació de Diderot per Caterina II de Rússia en 1772. Durant un segle i mig, la pintura estava exposada en el museu de l'Ermitage. Era una de les pintures més populars de tota la col·lecció dels tsars. El març de 1931 els bolxevics van vendre la pintura a Andrew Mellon, qui la va cedir a la galeria de Washington.